# Jørgen Horn
Jørgen Horn est un footballeur norvégien, né le 7 juin 1987 à Oslo. Il évolue au poste de défenseur central au Sarpsborg 08 FF.

## Palmarès
Vierge

## Statistiques
| Saison | Club             | Pays         | Championnat       | Coupes nationales | Coupes d'Europe | Norvège  |
| ------ | ---------------- | ------------ | ----------------- | ----------------- | --------------- | -------- |
| 2005   | Kjelsås IF       | 2. Divisjon  | 25 matchs / 1 but | ?                 | -               | -        |
| 2006   | Moss FK          | Adeccoligaen | 6 matchs          | -                 | -               | -        |
| 2007   | Vålerenga IF     | Tippeligaen  | 9 matchs          | ?                 | 2 matchs (C3)   | -        |
| 2008   | Viking Stavanger | Tippeligaen  | 6 matchs          | ?                 | -               | -        |
| 2009   | Viking Stavanger | Tippeligaen  | 7 matchs          | ?                 | -               | -        |
| 2010   | Viking Stavanger | Tippeligaen  | 8 matchs          | ?                 | -               | -        |
| 2011   | Fredrikstad FK   | Tippeligaen  | 25 matchs         | 3 matchs          | -               | -        |
| 2012   | Fredrikstad FK   | Tippeligaen  | 20 matchs / 1 but | -                 | -               | -        |
| 2013   | Strømsgodset IF  | Tippeligaen  | 6 matchs          | 2 matchs / 1 but  | -               | 2 matchs |

Dernière mise à jour le 1er mai 2013